# Rosafarbene Knotenblume
Die Rosafarbene Knotenblume (Acis rosea) ist eine Pflanzenart aus der Gattung Acis innerhalb der Familie der Amaryllisgewächse (Amaryllidaceae). Sie sticht durch ihre rosafarbenen Blüten aus den anderen Acis-Arten heraus. Relativ selten wird sie als Zierpflanze kultiviert. Zusammen mit den anderen Acis-Arten wurde sie aus der Gattung der Knotenblumen (Leucojum) ausgegliedert und deshalb ein Synonym zu Leucojum roseum L.

## Beschreibung
Acis rosea ist eine ausdauernde, krautige geophytisch wachsende Pflanze, die im Herbst blüht. Die Blüten sitzen meist einzeln an aufrechten bis 15 cm hohen, dunkelgrünen Stängeln. Sie sind entweder komplett rosafarben oder weisen zumindest entlang des Mittelnervs der Blütenblätter diese arttypische Färbung auf. Sie bestehen aus sechs Perigonblättern und sechs Staubblättern sowie einem Griffel. Der Fruchtknoten ist unterständig und entwickelt sich zu einer rundlichen Spaltkapsel, die bis zu 20 der schwarz-glänzenden Samen enthält. Über dem Ansatz des Blütenstiels steht ein Hochblatt. Blütezeit ist von August bis Oktober.
Die Blätter treiben gegen Ende oder kurz nach dem Ende der Blütezeit aus und sind in etwa 3 cm lang. Sie sind vom Aussehen grasähnlich und dunkelgrün. Sie ziehen vor Beginn der Trockenzeit am Naturstandort im Frühjahr wieder ein.
Die Zwiebel wird bis zu 5 cm groß und ist an der Spitze langgezogen, wie bei der Herbst-Knotenblume (Acis autumnalis) und bräunlich.

## Verbreitung
Acis rosea ist auf Korsika und Sardinien verbreitet und wächst dort an trocken-sandigen und steinigen Hängen an sonnenexponierten Standorten. Besonders wichtig ist die sommerliche Trockenperiode, da die Zwiebeln sonst zu früh austreiben.

## Verwendung
Die Pflanze ist aufgrund ihrer für die Gattung außergewöhnlichen Blüten manchmal in Kultur, stellt aber hohe Ansprüche an einen trockenen Sommer und kühlen, feuchten, aber nicht zu kalten Winter.